# 尤里·纳普索
尤里·阿利索维奇·纳普索（羅馬化：Yuriy Alisovich Napso；1973年4月17日—）俄罗斯政治人物，第五、六、七、八届国家杜马代表。
2000年从阿迪格国立大学毕业后，纳普索被任命为Rosnefteresurs CJSC首席执行官。他还担任国家杜马代表的顾问。 2007年12月2日当选第五届国家杜马代表。2011年、2017年、2021年分别连任第六届、第七届、第八届国家杜马代表。
2020年选举结果公布后，纳普索成为克拉斯诺达尔边疆区选区最富有的国家杜马代表，收入达2140万卢布。

## 制裁
纳普索于2022年因俄乌战争而受到英国政府制裁。